# Marco Matias (chanteur)
Pour l’article homonyme, voir Marco Matias.
Marco Paulo Matias (né le 17 juin 1975 à Solingen) est un chanteur allemand.

## Biographie
Marco Matias est le fils d'immigrants portugais venus en Allemagne dans les années 1970. À l'âge de dix ans, il a sa première expérience sur scène en tant que jongleur, artiste et clown au Cirque Banaba. Plus tard, avec son frère Jorge, il forme un duo de chanteurs. À seize ans, il a son premier groupe, Lua Cheia. Il fait ses premiers enregistrements avec le groupe The Basement Kids pour un premier CD Cry for Peace. Après l'abitur, il étudie la romanistique et l'anglais à Cologne. À côté, il travaille dans les clubs et les bars. Il est aussi chanteur dans le groupe a cappella Voice Sings.
En 2000, Marco participe avec son nouveau groupe Atlanticos au Portugal au "Festival international Jovem das Comunidades Portuguesas 2000" (Festival de la jeunesse des communautés portugaises) diffusé à la télévision. Le télévote place le groupe troisième du concours. Le groupe enregistre un album en portugais et est invité en 2001 et 2002 à de nombreuses émissions de télévision portugaises.
En 2003, il participe au casting de Die Deutsche Stimme et, parmi les 12 000 candidats, figure dans les neuf finalistes. Il finit deuxième du concours. En mars 2005, il prend part à un duo avec Nicole Süßmilch, ancienne candidate de Deutschland sucht den SuperStar, au concours de sélection allemande pour le concours Eurovision de la chanson 2005 avec le titre A Miracle of Love composé par Ralph Siegel. En finale avec Gracia, le duo ne gagne pas. À l’automne 2005, Marco et Nicole publient un autre single Rhythm of Love.
En 2006, il représente la Suisse au concours Eurovision de la chanson 2006 au sein du groupe Six4one. Le compositeur de la chanson suisse est Ralph Siegel.
En 2017, il devient chanteur avec le Big Band der Bundeswehr.

## Source de la traduction
- (de) Cet article est partiellement ou en totalité issu de l’article de Wikipédia en allemand intitulé « Marco Matias » (voir la liste des auteurs).